# خانواده فوربز
خانواده فوربز، (به انگلیسی: Forbes family) خانواده کارآفرین آمریکایی اسکاتلندی‌تبار است، که اکثریت آن‌ها در زمینه رسانه‌های گروهی، روزنامه‌نگاری، خبرنگاری و انتشارات فعالیت می‌کنند.
این خانواده مالک اصلی مؤسسه فوربز می‌باشند، که مجله اقتصادی فوربز از زیرمجموعه‌های آن محسوب می‌شود. مجله فوربز در سال ۱۹۱۷ توسط بی. سی. فوربز تأسیس شد. امروزه فوربز هر دو هفته یک بار منتشر می‌شود و یکی از مشهورترین مجله‌های اقتصادی آمریکا و جهان بشمار می‌آید، همچنین وب‌گاه آن نیز به صورت روزانه اطلاعات اقتصادی را ارائه می‌کند و از مشهورترین پایگاه‌های اطلاع‌رسانی برخط در حوزه اقتصادی بشمار می‌آید.
خانواده فوربز تا سال ۱۹۵۴ توسط بی. سی. فوربز مدیریت می‌شد و پس از درگذشت او، پسرش بروس مدیریت خانواده و دارایی‌های آن را در دست گرفت. بروس نیز در سال ۱۹۶۴ درگذشت و برادرش مالکوم استیونسن فوربز جانشین وی شد و سردبیری فوربز نیز به او واگذار گردید. از سال ۱۹۹۰ نیز استیو فوربز (فرزند ارشد مالکوم) ویراستار این مجله می‌باشد.